# Élections régionales de 2004 en Guadeloupe
Pour un article plus général, voir Élections régionales françaises de 2004.
Les quatrièmes élections régionales de la région Guadeloupe ont eu lieu le 21 mars et 28 mars 2004.

## Résultats
| Tête de liste  | Tête de liste            | Liste          | Premier tour | Premier tour | Premier tour | Second tour | Second tour | Second tour | Sièges | Sièges | Sièges    |
| Tête de liste  | Tête de liste            | Liste          | #            | %            | Évolution    | #           | %           | Évolution   |        | %      | Évolution |
| -------------- | ------------------------ | -------------- | ------------ | ------------ | ------------ | ----------- | ----------- | ----------- | ------ | ------ | --------- |
|                | Victorin Lurel           | FGPS-PPDG-GUSR | 65 962       | 44,29        | 19,80        | 100 886     | 58,37       | n/a         | 29     | 70,73  | 17        |
|                | Lucette Michaux-Chevry * | UMP            | 56 324       | 37,62        | 10,41        | 71 940      | 41,63       | n/a         | 12     | 29,27  | 13        |
|                | Daniel Marsin            | Diss GUSR-PPDG | 8 630        | 5,61         | n/a          |             |             |             |        |        |           |
|                | Ary Broussillon          | MG-PCG-UPLG    | 6 997        | 4,55         | 4,85         |             |             |             | 0      | 0      | 2         |
|                | Harry Durimel            | CÉLV           | 4 306        | 2,89         | 1,56         |             |             |             |        |        |           |
|                | Octavie Losio            | DVD            | 3 085        | 2,07         | 1,38         |             |             |             |        |        |           |
|                | Juliette Nubret          | DVD            | 2 302        | 1,33         | n/a          |             |             |             |        |        |           |
|                | Jean-Marie Nomertin      | CO             | 1 759        | 1,18         | 0,48         |             |             |             |        |        |           |
|                | Gérard Lauriette         | REG            | 1 470        | 0,99         | n/a          |             |             |             |        |        |           |
|                |                          |                |              |              |              |             |             |             |        |        |           |
| Inscrits       | Inscrits                 | Inscrits       | 289 664      | 100,00       | 29 760       | 289 425     | 100,00      | n/a         | 41     | 100,00 | n/a       |
| Votants        | Votants                  | Votants        | 157 971      | 54,54        | 0,06         | 179 795     | 62,12       | n/a         |        |        |           |
| Blancs et nuls | Blancs et nuls           | Blancs et nuls | 9 031        | 5,72         | 1,76         | 6 969       | 3,88        | n/a         |        |        |           |
| Exprimés       | Exprimés                 | Exprimés       | 148 940      | 94,28        | 1,76         | 172 826     | 96,12       | n/a         |        |        |           |